# Emilio Cavallini
Emilio Cavallini (San Miniato, 1945) è uno stilista e imprenditore italiano.

## Biografia
Frequenta l'Università di Firenze, facoltà di Economia e Commercio (1964-1966), ma per dedicarsi alla moda interrompe gli studi e si reca nella Swinging London. Incontra Mary Quant, sviluppa una passione per le calze, vuole vestire le gambe. Nascono i primi collant con disegni bianco nero, a pois, a stelle, con motivi teschi, rigati, con stampe animaliere e ogni tipo di rete. I colori flou diventano i suoi riferimenti.
Nel 1970 l'attività lo porta ad aprire, a San Miniato, un'azienda propria: Stilnovo. Oltre che per Mary Quant, collabora per le griffe e i marchi più importanti, fra cui Dior, Céline, Roberta di Camerino, Balenciaga, Gucci, Alexander McQueen.
Nel 1980 realizza la sua linea di sola calzetteria con il marchio Emilio Cavallini. Il successo è immediato e Cavallini disegna anche scarpe, accessori pelle, costumi da bagno ed una linea completa di abbigliamento audace, d'avanguardia per Uomo e Donna giovane, distribuita con eccezionale successo su licenza. Si aprono boutique a Firenze, Milano, Roma, Parigi, Düsseldorf, Londra, Hong Kong e Tokio. Sfila a Parigi l'uomo e a Milano la donna. Diventa membro della Camera della Moda di Milano.
Giunti gli anni ottanta, Cavallini ritiene superato il momento della ricerca di nuove forme di abbigliamento. Si dedica però allo studio e alla produzione di indumenti realizzati senza cuciture (seamless) grazie alle nuove macchine da calze con grossi cilindri concepite appositamente. Porta le collezioni a New York e prosegue nella ricerca, inventando una grande calza che riveste tutto il corpo.
Nel 2009 Stilnovo produce 4 milioni di calze fantasia all'anno che esporta in tutto il mondo.
Poi si dedica alla costruzione dell'archivio dei motivi decorativi e delle tecniche utilizzate in 40 anni di lavori.
Inoltre dedica tempo alla sua passione per l'arte, sia del passato che quella contemporanea. Una passione che lo porta a costruire installazioni d'arte, utilizzando la sua conoscenza della matematica e dell'immagliazione dei tessuti. Oggi Emilio Cavallini vive tra New York e Firenze.

## Vita artistica
Fin da giovane Cavallini si dedica alla sua passione per l'arte, producendo opere particolarissime sempre utilizzando il filato come materia prima. Tra le sue cifre stilistiche ci sono l'esplorazione del vuoto e del pieno, l'interesse per le ripetizioni e le simmetrie, la ricerca di architetture perfette e complete. Cavallini espone pubblicamente per la prima volta solo nel 2011, poiché prima non si sentiva pronto, nonostante l'ampio numero di opere accumulare. Pubblica una monografia in collaborazione con la casa editrice Skira.
Nel 2011 ha esposto alla Triennale di Milano. Nel 2016 gli è stata dedicata la mostra Harmony Runs on a Thread alla GR Gallery di Manhattan, uno spazio dedicato all'arte cinetica italiana e all'italianità nel cuore di New York.  La retrospettiva è stata composta da 25 opere ed è stata inaugurata in concomitanza con la Fashion Week.
A maggio del 2018 presso l’Ambasciata Italiana di Washington D.C., lo stilista è stato protagonista di una mostra personale a dal titolo "Objectual Abstractions", dove nelle vesti di artista ha esposto alcuni dei suoi lavori prendendo spunto dal concetto della "trasformazione". Dopo svariati anni di ricerca nel settore della moda, Cavallini, superando quel concetto stesso di continuo mutare legato ai rivoluzionari collant, e a monte di svariate sperimentazioni di materiali, in continua ricerca di forme geometriche sempre più inusitate, fa coincidere in queste opere la moda e l’arte in un continuum fatto di colori e geometrie che sintetizzano tutto il suo excursus lavorativo: in particolare nella mostra sono state esposte 3 grandi opere ispirate al pittore Jacopo Carucci, detto il Pontormo, a sua volta inglobate nella serie dei Fractals, ove le tavole presentate sono infatti costituite da calze di nylon tirate per gli estremi e disposte su legno dipinto in acrilico. I colori riecheggiano quelli di importanti opere d’arte rinascimentali come quella di Piero da Cosimo, Rosso Fiorentino e Jacopo da Pontormo.
Parallelamente in una seconda sede della galleria I A & A presso lo spazio Hillyer, sono state esposte altre venti sculture realizzate in trent’anni di carriera, dal titolo "Attuale-Infinito e Biforcazioni", dove figure geometriche si ripetono in maniera definita e precisa per creare figure plastiche attraverso rigorosi calcoli matematici, in un percorso visivo che riflette sul concetto di "ripetizione".

## Onorificenze e Riconoscimenti
Emilio Cavallini ha avuto numerosi riconoscimenti istituzionali
- 1986 - con decreto del 02/06/1986 del Presidente della Repubblica, Francesco Cossiga (controfirmato da Bettino Craxi) gli ha conferito l'onorificenza di Cavaliere;
- 1989 - con decreto del 02/06/1989 del Presidente della Repubblica, Francesco Cossiga (controfirmato da Ciriaco De Mita) gli ha conferito l'onorificenza di Ufficiale;
- 1989 - Leone d'oro a Venezia per la Moda;
- 1993 - con decreto del 27/12/1993, il Presidente della Repubblica Oscar Luigi Scalfaro (controfirmato da Carlo Azeglio Ciampi) gli ha conferito l'onorificenza di Commendatore[10].